# Carlo Bonelli
Pour les articles homonymes, voir Bonelli.
Carlo Bonelli (né en 1612 à Rome, alors capitale des États pontificaux et mort le 27 août 1676 à Bologne) est un cardinal italien du XVIIe siècle. Il est un parent du pape Pie V (1566-1572) et le petit-neveu du cardinal Michele Bonelli (1566).

## Biographie
Carlo Bonelli exerce des fonctions au sein de la curie romaine, notamment comme référendaire au tribunal suprême de la Signature apostolique et comme gouverneur de plusieurs villes dans les États pontificaux, gouverneur de Rome et vice-camerlingue de la Sainte-Église.
Il est élu archevêque titulaire de Corinthe en 1656 et est envoyé comme nonce apostolique en Espagne.
Le pape Alexandre VII le crée cardinal lors du consistoire du 14 janvier 1664.
Le cardinal Bonelli participe au conclave de 1667 (élection de Clément IX), au conclave de 1669-1670 (élection de Clément X) et au conclave de 1676 (élection d'Innocent XI), mais meurt pendant ce dernier conclave.